# Rocha Fútbol Club
El Rocha Fútbol Club és un club de futbol uruguaià de la ciutat de Rocha.
Va ser fundat el 1999. El club és el resultat de la fusió de 40 clubs de diverses ciutats del departament de Rocha. És l'únic club de fora de Montevideo que ha jugat a la Copa Libertadores de América. Ascendí per primer cop a la primera divisió el 2003.

## Palmarès
- primera divisió - Torneo Apertura: 1

2005
- Segona divisió uruguaiana: 1

2003

## Evolució de l'uniforme
| 1999-03 | 2004–05 | 2006 |